# Journey of Dam
Journey of Dam ist das erste Studioalbum der Berliner Musikgruppe Fewjar. Es erschien 2011 und wird unter der selbst erschaffenen Kategorie des „Polygenre“ eingeordnet, es sind allerdings auch Elemente des Metal zu finden.

## Titelliste
1. Prologue – 2:48
2. Fewjar Is Future – 3:10
3. Interlude 1 (A Loser's Life) – 3:02
4. Checkpoint Dunes – 4:46
5. Journey Part 1 (The Canyon) – 4:36
6. Where Apes Eat Spiders – 3:33
7. Sogorrah – 4:23
8. Interlude 2 (Evening Rise) – 3:15
9. Never Trust A Stranger – 3:07
10. Journey Part 2 (Walking Down Your Soul) – 4:30
11. Summersong – 4:18
12. Interlude 3 (Reflection Of A Journey) – 0:58
13. Finale – 4:23
14. The World Ain't Gettin' Better – 3:21
15. Epilogue – 0:29

## Hintergrund
Journey of Dam war, nach einigen Songs für ein Weihnachtsgeschenk, das erste offizielle Album des Duos.
Dabei handelt es sich um ein Konzeptalbum, welches eine zusammenhängende Geschichte mithilfe von gesprochenen Hörspiel-Interludes erzählt.